# LB Châteauroux
La Berrichonne de Châteauroux is een Franse voetbalclub uit Châteauroux in het departement Indre.
De sportclub werd al in 1883 opgericht maar kreeg pas later een voetbalsectie. In 1997/98 werd het enige seizoen in de Ligue 1 doorgebracht.
In 2004 verloor de club de bekerfinale van Paris Saint-Germain, maar omdat die club zich kwalificeerde voor de UEFA Champions League mocht de toenmalig tweedeklasser naar de UEFA Cup. In de eerste ronde daarvan werd verloren van Club Brugge.

## Erelijst
- Championnat National

1994, 2017
- Coupe de France

Finalist: 2004

## Eindklasseringen
- 1947 8e
Niveau 3
- 1948 6e
Niveau 3
- 1949 3e
Niveau 4
- 1950 1e
Niveau 4
- 1951 7e
Niveau 3
- 1952 3e
Niveau 3
- 1953 8e
Niveau 3
- 1954 10e
Niveau 3
- 1955 9e
Niveau 3
- 1956 7e
Niveau 3
- 1957 7e
Niveau 3
- 1958 11e
Niveau 3
- 1959 1e
Niveau 4
- 1960 13e
Niveau 3
- 1961 1e
Niveau 4
- 1962 10e
Niveau 3
- 1963 5e
Niveau 3
- 1964 1e
Niveau 3
- 1965 6e
Niveau 3
- 1966 1e
Niveau 3
- 1967 3e
Niveau 3
- 1968 6e
Niveau 3
- 1969 6e
Niveau 3
- 1970 2e
Niveau 3
- 1971 10e
Division Interrégionale
- 1972 10e
Division Interrégionale
- 1973 16e
Division 2
- 1974 13e
Division 2
- 1975 10e
Division 2
- 1976 8e
Division 2
- 1977 8e
Division 2
- 1978 9e
Division 2
- 1979 10e
Division 2
- 1980 14e
Division 2
- 1981 5e
Division 2
- 1982 14e
Division 2
- 1983 13e
Division 2
- 1984 10e
Division 2
- 1985 18e
Division 2
- 1986 16e
Division 3
- 1987 4e
Division 4
- 1988 2e
Division 4
- 1989 13e
Division 3
- 1990 6e
Division 3
- 1991 2e
Division 3
- 1992 8e
Division 2
- 1993 14e
Division 2
- 1994 1e
National 1
- 1995 5e
Division 2
- 1996 9e
Division 2
- 1997 1e
Division 2
- 1998 17e
Division 1
- 1999 8e
Division 2
- 2000 8e
Division 2
- 2001 6e
Division 2
- 2002 8e
Division 2
- 2003 5e
Ligue 2
- 2004 11e
Ligue 2
- 2005 5e
Ligue 2
- 2006 15e
Ligue 2
- 2007 7e
Ligue 2
- 2008 15e
Ligue 2
- 2009 15e
Ligue 2
- 2010 16e
Ligue 2
- 2011 14e
Ligue 2
- 2012 14e
Ligue 2
- 2013 16e
Ligue 2
- 2014 18e
Ligue 2
- 2015 19e
Ligue 2
- 2016 5e
National
- 2017 1e
National
- 2018 9e
Ligue 2
- 2019 11e
Ligue 2
- 2020 15e
Ligue 2
- 2021 20e
Ligue 2
- 2022 5e
National
- 2023 11e
National
- 2024 12e
National
- 2025 16e
National

- Niveau 1
- Niveau 2
- Niveau 3
- Niveau 4

## Châteauroux in Europa
#R = #ronde, T/U = Thuis/Uit, W = Wedstrijd, PUC = punten UEFA coëfficiënten .
Uitslagen vanuit gezichtspunt LB Châteauroux
| Seizoen | Competitie | Ronde | Land            | Club        | Totaalscore | 1e W    | 2e W    | PUC |
| ------- | ---------- | ----- | --------------- | ----------- | ----------- | ------- | ------- | --- |
| 2004/05 | UEFA Cup   | 1R    | Vlag van België | Club Brugge | 1-6         | 0-4 (U) | 1-2 (T) | 0.0 |

Zie ook: Deelnemers UEFA-toernooien Frankrijk

## Bekende (ex-)spelers
- Amara Baby
- Saïd Benrahma
- Ferdinand Coly
- Wilfried Dalmat
- Florent Malouda

- Didier Martel
- Jason Mayélé
- Stéphane Moulin
- Jacob Mulenga
- Džemaludin Mušović

- Florian Pinteaux
- Theoson Siebatcheu
- Kari Ukkonen

## Trainer-coaches
| Van        | Tot        | Naam                 | D | W | G | V |
| ---------- | ---------- | -------------------- | - | - | - | - |
| 01.07.2014 | 30.06.2015 | Pascal Gastien       |   |   |   |   |
| 28.10.2013 | 30.06.2014 | Jean-Louis Garcia    |   |   |   |   |
| 01.07.2010 | 27.10.2013 | Didier Tholot        |   |   |   |   |
| 29.12.2009 | 30.06.2010 | Jean-Pierre Papin    |   |   |   |   |
| 16.12.2008 | 23.12.2009 | Dominique Bijotat    |   |   |   |   |
| 01.02.2008 | 15.12.2008 | Christian Sarramagna |   |   |   |   |
| 15.08.2007 | 31.01.2008 | Cédric Daury         |   |   |   |   |
| 22.03.2007 | 14.08.2007 | Frédéric Zago        |   |   |   |   |
| 01.07.2005 | 30.06.2006 | Didier Olle-Nicolle  |   |   |   |   |
| 01.07.2003 | 21.03.2007 | Cédric Daury         |   |   |   |   |
| 01.07.1998 | 31.12.1999 | Joël Bats            |   |   |   |   |
| 01.10.1992 | 30.06.1998 | Victor Zvunka        |   |   |   |   |
| 01.07.1989 | 30.06.1991 | Andrzej Szarmach     |   |   |   |   |
| 01.01.1989 | 30.06.1989 | Jacky Lemée          |   |   |   |   |